# Lencsés Ida
Lencsés Ida (Mohács, 1957. január 24. –) Ferenczy Noémi-díjas magyar kárpitművész. A Magyar Kárpitművészek Egyesületének alapító tagja, elnöke, majd alelnöke. Házastársa Kovács Péter Balázs-KPB Munkácsy-díjas képzőművész.

## Tanulmányok
1972-1976 között a Művészeti Szakközépiskola diákja Pécsett, majd 1978-1983 között a Magyar Iparművészeti Főiskola hallgatója, 1983-ban diplomázott, mestere Eigel István.

## Díjak
- 1983 Budapest, IX. Szőnyegpályázat III. díj
- 1987 Budapest, Ünnep, Vigadó Galéria
- 1989 Szentendre, Honvédelmi pályázatdíj, Belügyminisztérium
- 1996 Szombathely, Rózsa Anna-díj, XIV. Tér- és Falitextil Biennálé, Kulturális Alapítvány a Textilművészetért
- 1998 Budapest, Borfesztivál, Magyar Kultúra Alapítvány
- 1999 Budapest, Harmónia-Disszharmónia, Nemzeti Kulturális Örökség Minisztériuma
- 1999 Budapest, ...keresztülszőtték-fonták szívemet..., Belváros-Lipótváros Önkormányzata
- 2000 Szombathely, XIV. Tér- és Falitextil Biennálé, Képtár, Magyar Alkotóművészek Országos Egyesülete
- 2003 Budapest, Ferenczy Noémi-díj, Nemzeti Kulturális Örökség Minisztériuma
- 2003 Budapest, Simsay Ildikó-díj, Magyar Képzőművészeti és Iparművészeti Társaságok Szövetsége
- 2005 Szigetszentmiklós, Föld, Patak-Festészeti Fődíj, Városi Könyvtár
- 2009 Siklós, Siklósi Szalon, Várkapitány-díja, Siklósi Vár
- 2009 Szigetszentmiklós, Műanyag, Magyar Festők Társasága
- 2011 Budapest, Pro Civibus-díj, Belváros-Lipótváros Önkormányzata
- 2018 Ezüstdiploma, Magyar Újságírók Közössége, Budapest

## Tagságok
- 1983– Magyar Alkotóművészek Országos Egyesülete
- 1983–86 Gobelin H.I.Sz. művészeti vezető
- 1983–90 Gobelin 14 csoport
- 1983–92 Fiatal Iparművészek Stúdiója
- 1987– Magyar Képző- és Iparművészek Szövetsége
- 1991 Kulturális Alapítvány a Textilművészetért, egyik létrehozója
- 1994– Belvárosi Művészek Társasága, alapító tag, elnökségi tag
- 1996–2007 Magyar Kárpitművészek Egyesülete, alapító tag, alelnök
- 1999–2011 Magyar Alkotóművészek Országos Egyesülete, vezetőségi tag
- 2000– Magyar Képző- és Iparművészek Szövetsége, vezetőségi tag
- 2000 Kulturális Alapítvány a Textilművészetért, kuratóriumi tag
- 2000– MKE, Budavári Kárpitműhely, alapító tag
- 2002– Hungart, választmányi tag
- 2005–07 Kulturális Alapítvány a Textilművészetért, alelnök
- 2005–08 Nemzeti Kulturális Alap, Iparművészeti Kollégium, kuratóriumi tag
- 2007–11 Magyar Kárpitművészek Egyesülete, elnök
- 2008–16 Magyar Reprográfiai Szövetség
- 2011– Magyar Kárpitművészek Egyesülete, alelnök
- 2013–16 EMMI, Ferenczy-díj Bizottság
- 2011– Magyar Alkotóművészek Országos Egyesülete, Iparművészeti Tagozat vezetőségének elnöke
- 2018– Muravidék Baráti Kör Kulturális Egyesület
- 2018– Magyar Festők Társasága
- 2021– Nemzeti Kulturális Alap, Iparművészeti Kollégium, kuratóriumi tag

## Egyéni kiállítások 1995 után
- 1995 Gobelinek, Dorottya Galéria, Budapest
- 1996 Bálint Zsidó Közösségi Ház, Budapest
- 1996 Gobelinek és grafikák, Magyar Kultúra Háza, Helsinki
- 1997 Gobelinek és grafikák, Nemzeti Könyvtár, Tallin
- 1998 Primer tekercs, Francia Intézet, Budapest
- 1999 Primer tekercs, Magyar Intézet, Paris
- 2000 Folytonosság, Táltos Klub, Budapest
- 2000 Primer tekercs, Tarisznyás Márton Múzeum, Gyergyószentmiklós
- 2000 Primer tekercs, Néprajzi Múzeum, Torockó
- 2000 Folytonosság, Moldvay Győző Galéria, Hatvan
- 2003 LI & GÉM, Bartók Galéria, Mohács
- 2003 Folytonosság-folyamatosság, Fészek Galéria, Budapest
- 2003 Tekercsek, Nádor Galéria, Budapest
- 2005 Időköz, Galeria Arcis, Vár, Sárvár
- 2009 Tekercsek, Kastély, Kapolcs
- 2009 Maini tekercsek, Art9 Galéria, Budapest
- 2010 Sziget, Vízivárosi Galéria, Budapest
- 2012 Megbékélés, Ökollégium, Budapest
- 2013 Áramlás, Semmelweis Szalon, Budapest
- 2014 Áramlás, XVII. ker. Művelődési Központ, Budapest
- 2015 Áramlás, Museum Hotel, Budapest
- 2015 Áramlás, Ferencvárosi Pincegaléria, Budapest
- 2016 Áramlás, Fonyódi Múzeum, Fonyód
- 2017 Csapda, Galéria Arcis, Nádasdy Vár, Sárvár
- 2019 Változó idők, Széphárom Közösségi Tér, Budapest
- 2019 Piano Art Caffe Galéria, Budapest
- 2021 Összetartozás, Gaál Imre Galéria, online, Budapest

## Csoportos kiállítások, 2019
- Siklósi Szalon, Magyar Akadémia, Róma
- Abszurd művek, Nádor Galéria, Budapest
- Nők, Újpesti Galéria, Budapest
- Katona József Múzeum válogatás, Erdős Renée Ház, Budapest
- 50. Tavaszi Tárlat, Gaál Imre Galéria, Budapest
- Mestermunkák, Vigadó Galéria, Budapest
- Pelso, Balatoni Múzeum, Keszthely
- Innen és túl, Lénia Galéria, Budapest
- In Memoriam Paul Klee, Agora Kortárs Galéria, Tatabánya
- Tisztelet a papírnak, Respect for the Paper, I. Nemzetközi Műv. N., Falumúzeum, Törökbálint
- Katona József Múzeum válogatás, Bencés Apátság, Tihany
- Kortárs Rákóczi-Változatok, Ól Galéria, Dörgicse
- Kortárs Rákóczi-Változatok, Hegyvidék Kulturális Szalon, Budapest
- Zeitgenössische Rákóczi-Varianten, Collegium Hungaricum, Wien
- Magyar Napok, Tel Aviv, Israel
- A kéz – ami összeköt, Iparművészeti Biennálé, Csongdzsu, Dél-Korea
- Szálakba zárt harmónia, Textilmúzeum, Baku, Azerbajdzsan
- 21. Miniképek, Vízivárosi Galéria, Budapest
- Az anyag átszellemülése, Újbuda Galéria, Budapest
- Ünnep, Magyar Festők Társasága, Városi Galéria, Szigetszentmiklós
- Déja vu, Nádor Galéria, Budapest

## Muráliák
- 1985 Grand Hotel Hungária, 2 db, Budapest

## Közös művek
A Magyar Kárpitművészek Egyesülete tagjaival együtt készített nagyméretű kárpitok.
- 1995–1996

KÁRPIT HATÁROK NÉLKÜL – TAPESTRY OF A EUROPE WITHOUTH BORDERS
300x350 cm, 46 alkotó közös műve
francia gobelin, gyapjú, selyem
Iparművészeti Múzeum tulajdona, Budapest
XIV. Tér- és Falitextil Biennálé, fődíj
Képtár, Szombathely
- 1998–2000

SZENT ISTVÁN ÉS MŰVE – KING STEPHEN THE SAINT AND HIS WORK
300x550 cm, 35 alkotó közös műve
francia gobelin, gyapjú, selyem, fémszál
Budavári Kárpitműhely, Budapest
Keresztény Múzeum tulajdona, Esztergom
- 2003–2006

CORVIN KÁRPITOK, triptichon – THE CORVIN TAPESTRY
300x650 cm, 35 alkotó közös műve
francia gobelin, gyapjú, selyem, fémszál
Budavári Kárpitműhely, Budapest
Országos Széchenyi Könyvtár tulajdona
Budavári Palota
- 2010–2011

EURÓPA FÉNYEI – THE LIGHT OF EUROPE
225x400 cm, 15 alkotó közös műve
francia gobelin, gyapjú, selyem, fémszál
MKE Kárpitműhely, Budapest
Külügyminisztérium, tulajdon, Budapest
- 2011–2012

DUNA-LIMES –DANUBE-LIMES
250x300 cm, 26 alkotó közös műve
francia gobelin, gyapjú, selyem, fémszál
MKE Kárpitműhely, Budapest
Magyar Kárpitművészek Egyesülete, tulajdon, Budapest
- 2013–2014

…AZ EGÉSZ TÖREDÉKE ÉS A TÖREDÉKEK EGÉSZE… – …FRAGMENTS OF THE WHOLE AND THE WHOLE OF THE FRAGMENTS…
180x270 cm, 25 alkotó közös műve
francia gobelin, gyapjú, selyem
MKE Kárpitműhely, Budapest
Petőfi Múzeum, tulajdon, Kiskőrös
- 2014–2015

HOMMAGE A RADNÓTI – TRIBUTE TO RADNÓTI
145x270 cm, 23 alkotó közös műve
francia gobelin, gyapjú, selyem
MKE Kárpitműhely, Budapest
MKE, tulajdon, Budapest
- 2017–2019

SZENT LÁSZLÓ triptichon – SAINT LADISLAUS
145x270 cm, 23 alkotó közös műve
francia gobelin, gyapjú, selyem, fémszál
MKE Kárpitműhely, Budapest
Külügyminisztérium, tulajdon, Budapest
- 2020–2021
EU KÁRPIT
15 alkotó közös műve
francia gobelin, gyapjú, selyem, fémszál
MKE Kárpitműhely, Budapest

## Publikációk
- 1998 Lencsés Ida: Primer tekercs, Le pont des Arts, 57. o., Budapest
- 2001 Lencsés Ida: Primer tekercs, Előképek, Budapest
- 2007 Lencsés Ida: Hét titok, Zikkurat Galéria, Budapest
- 2007 Lencsés Ida: Megvalósult művek, NKA, 4. o., Budapest
- 2009 Lencsés Ida: Együtt, MKE, Budapest
- 2010 Lencsés Ida: Transz-misszió, MKE, Budapest
- 2015 Lencsés Ida: Belső fény, ISBN 978-615-5630-00-2
- 2016 Lencsés Ida: Feszültség, Simon Zoltán: Apám kalapja, Budapest
- 2016 Lencsés Ida: Belövések, ISBN 978-615-5630-02-6
- 2018 Lencsés Ida: Arany-Kodály, ISBN 978-615-5630-05-7

### Katalógusok
- 1983 BE, FFT, KPB, LI: Lehetőség, Lajos utcai Kiállítóterem, Budapest
- 1995 Lencsés Ida: Gobelinek, Budapest, ISBN 963-650-074-6
- 2001 Lencsés Ida: Primer tekercs, Budapest, ISBN 963 640 046 6
- 2009 Lencsés Ida: Maini tekercsek, Budapest, ISBN 978 963 06 8915 1
- 2017 Lencsés Ida: Csapda, Budapest, ISBN 978-615-00-0601-7

## Kiállításszervezések
- 1994 BMT, Nádor Galéria, Budapest
- 2009 Együtt, MKE, Textilmúzeum, Budapest
- 2009 Transz-misszió, MKE, Moldvai Győző Galéria, Hatvan
- 2011 Fények és színek, GIM-Ház, Gödöllő
- 2011 Transzcendens térképek, Iparművészeti Múzeum, Budapest
- 2012 Ezüst fények, MKE, Vízivárosi Galéria, Budapest
- 2012 Jelen-lét, MKE, Szt. István Bazilika, Budapest
- 2013 MKE, Róth Miksa Emlékház, Budapest
- 2015 Belső fény, MAOE, MANK Galéria, Szentendre
- 2016 Belövések, MAOE, MANK Galéria, Szentendre
- 2017 Kárpit3, MKE, Vigadó Galéria, Budapest
- 2018 Arany-Kodály, MAOE, MANK Galéria, Szentendre
- 2019 Rész és Egész, MAOE, MANK Galéria, Szentendre
- 2019 Áttetsző–Átlátszó–Áttört, MAOE, MANK Galéria, Szentendre

## Médiajelenlét
- 2001 Szakács Ildikó: Körmondat a kultúráról, Kossuth Rádió, IV. 19.
- 2001 Hontvári Ilona, Naprakész, TV1, XII. 6.
- 2001 Hévizi Éva: Tele-tárlat, 9STV, XII. 19.
- 2001 Hévizi Éva: Tele-tárlat, Főnix, XII. 22.
- 2009 Kultúra, City TV, XII. 08.
- 2009 MTV2, VI. 23., 9:30
- 2010 Kultúra, City TV
- 2010 Kikötő, Duna TV, XII. 03.
- 2012 Európa fényei, MKE, Duna TV
- 2013 Kultikon, Duna TV, I. 31., 22:30
- 2017 Belépő, Kossuth Rádió, I. 11., 20:30
- 2017 Balatoni Nyár, Révfülöp, Duna TV, VII. 25.
- 2017 Sárvár TV, IX. 10.
- 2017 Emesz Lilla: Lencsés Ida, Karc FM
- 2019 Stifner Gábor, Karc FM. 105.9, Jelek, 2018.01.13., 11:30

## Bibliográfia
- 2000 Mark Griffih: What's on, Where Budapest, I. 5.
- 2000 Lőcsei Gabriella: Textilkörkép 2000, Magyar Nemzet, VII. 8., 37. o.
- 2000 Bóka Róbert: Kortárs hazatérők, Új Dunántúli Napló, VI. 24., 8. o.
- 2000 Fekete Judit: Magyar Textilbiennálék, Magyar Iparművészet, III., 44. o.
- 2000 K. Gy.: Lencsés Ida kiállítás a Táltos Klubban, Hegyvidék, I. 26., 13. o.
- 2000 Lóska Lajos: Lencsés Ida, Kortárs Magyar Művészeti lexikon II., 602. o.
- 2000 Katalin Keserü: The femine memory: Visual forms, Women's Art in Hungary, 1960–2000, 88. o.
- 2000 H. Bognár Zsuzsa: Kozma Lajos ösztöndíjasok, Rippl-Rónai Múzeum
- 2000 Köveskuti Péter: Mohácsi művészek, Mohácsi Napló, 16. o.
- 2001 Fitz Péter: Primer tekercs, L. I.: Primer tekercs
- 2001 Szegő György: Lencsés Ida zászló-pajzsai, L. I.: Primer tekercs
- 2001 P. Szabó Ernő: Szent István király és műve, Új Művészet, III., 12. o.
- 2001 Husz Mária: A magyar neoavantgard textilművészete, Dialog Campus Kiadó, 119. o.
- 2001 Jankovich Júlia: Az újjászületett gobelin, Balassi Kiadó, 63-66. o.
- 2001 Sárosdy Judit: Kárpit – klasszikus keretben, Bonton, V., 94. o.
- 2001 Lóska Lajos: Szépség és funkció, Új Művészet, VIII., 19. o.
- 2002 András Edit: Az öneszmélés útján, Új Művészet, XI., 12. o.
- 2002 Dobrányi Ildikó: Magyar szál, Magyar Iparművészet, II., 31. o.
- 2002 Balogh Edit: Kortárs kárpit, CD
- 2002 Lóska Lajos: Lencsés Ida, Kortárs Művészeti Lexikon
- 2002 Jóry Judit: Mediterrán karácsony, Hegyvidék, XII. 18., 8. o.
- 2003 Edition Hübners: Who is who
- 2003 Edit András: The 4th North-American Tapestry Biennial, Textile F. I., p. 12.
- 2003 Cebula Anna: A Szombathely Képtár Textilgyűjteménye a Textilbiennálék tükrében, Magyar Fórum, Múzeumi séták
- 2003 Benedek Katalin: Horizontok, Új Balaton, VI-IX, 27.
- 2003 Matuz András: Éjjeli menedék, MTV2, IX. 28.
- 2003 Mohácsi Dunántúli Napló, XI. 10., 7. o.
- 2003 Köveskuti Péter: Mohácsi származású művészeti díjasok, Diskurzus, XIV.évf., 10., 10. o.
- 2003 Árnyékrajzok, egyetemes jelek, Mohácsi Dunántúli Napló, XI. 3., 1. o.
- 2003 Romok és építőkövek, Népszabadság, VI. 16., 15. o.
- 2003 MTI: Díjazottak kiállítása az Olof Palme-házban, Népszabadság, IX.15., 14. o.
- 2004 Hegyi Ibolya: Kézzel az elektronika korában, Múzeumi Hírlevél, XXV.4., 125. o.
- 2004 Sinkovits Péter: Gondolatszövés, Új Művészet, VIII., 28. o.
- 2004 P. Szabó Ernő: Az alkotás rejtett összefüggései, Magyar Nemzet, XII. 11., 14. o.
- 2004 Szerényi Gábor: Tekercsek, Magyar Iparművészet, I., 39-41. o.
- 2004 My: Variációk művészpénzre, Belváros-Lipótváros, VII. 03., 19. o.
- 2004 Jóry Judit: Ajándék művek az ünnepekre, Hegyvidék XII.
- 2005 R.P.: Időköz, Sárvári Hírlap, VI. 3., 11. o.
- 2005 Elsje Janssen: Történeti és kortárs kárpitok, Kárpit 2., 49. o.
- 2006 Pálosi Judit: Hommagea Bibliotheca Corviniana, Magyar Iparművészet, 4., 12. o.
- 2006 P. Szabó Ernő: Korokat átívelő értékek, Magyar Nemzet, XII.
- 2006 Szeifert Judit: Hungart ösztöndíj laudáció, Vigadó Galéria
- 2007 Jóry Judit: Textil faktúrák-struktúrák, Magyar Iparművészet, 4., 11. o.
- 2007 Dr. Székács András: Lencsés Ida, Biokémia, 4., 92. o.
- 2009 Szeifert Judit: Fragmenta Temporis, L. I.: Maini tekercsek
- 2010 Takács Olga: Sziget, Duna Tv, Kikötő, XII. 3.
- 2010 Péter Zsuzsa: Sziget a Vizivárosban, Budai Polgár online, XII. 10.
- 2011 Szeghalmi J. Ferenc: Átadták Belváros Pro Civibus-kitüntetéseit, Mai Belváros, III. 23., 5. o.
- 2011 Dvorszky Hedvig: MKE, 2011. 02.
- 2011 Szeghalmi J. Ferenc: A textil művésze, Mai Belváros, VI. 01., 16. o.
- 2011 Balogh Edit: Transzcendens térképek, MKE, 21. o., 68. o.
- 2017 Alkotók találkozása a Galéria Arcisban, Sárvári Hírlap, IX. 29., 9. o.
- 2019 Egyedi, különleges és minőségi a Katona József Múzeumban, hiros.hu, 05. 17.